# FESTin 2012
Das FESTin 2012 war die dritte Ausgabe des FESTin-Filmfestivals (offiziell: FESTin – Festival de Cinema Itinerante da Língua Portuguesa, zu deutsch: Wanderndes Filmfestival der portugiesischen Sprache), ein jährliches Filmfestival für Filme des portugiesischen Sprachraums.
Es fand vom 9. bis zum 16. Mai 2012 im Lissabonner Cinema São Jorge statt, erneut mit Workshops, Gesprächsrunden und Musik zusätzlich zu den Filmvorführungen.
Neben dem eigentlichen Wettbewerb und der Filmreihe zur sozialen Inklusion stand dieses Jahr das brasilianische Kino im Mittelpunkt, passend zum brasilianischen Jahr in Portugal und dem portugiesischen Jahr in Brasilien. So war Regisseur Héctor Babenco anwesend, der hier geehrt wurde und dessen Filme Carandiru (2003) und Pixote - a lei do mais fraco (1981) aufgeführt wurden, und eine Retrospektive zum brasilianischen Schauspieler Jardel Filho (1927–1983) wurde gezeigt.

## Filme
Aus 272 Bewerbungen wählte die Festivalleitung 76 Filme aus, von denen 13 Lang- und 20 Kurzfilme im Wettbewerb antraten. Als Eröffnungsfilm, außerhalb des Wettbewerbs, wurde VIPS des brasilianischen Regisseurs Toniko Melo gezeigt, der in Brasilien über 600.000 Zuschauer zählte. Dazu wurden Retrospektiven (Hector Babenco und Jardel Filho) und Filmreihen mit brasilianischen Lang- und Kurzfilmen gezeigt.

## Preisträger
- Bester Langfilm (Jury: Alberto Rui Machado (Kap Verde), Andrea Paola Costa Prado (Brasilien), António Escudeiro (Portugal), José Carlos de Oliveira (Portugal), Valdemar Dória (São Tomé und Príncipe)):
  - Febre do Rato (Brasilien, Regie: Cláudio Assis)
  - Amor? (Brasilien, Regie: João Jardim)
    - Nennung ehrenhalber: Trampolim do Forte (Brasilien, Regie: João Rodrigo Mattos)
- Bester Kurzfilm (Jury: Carlos Manuel Câmara Leme (Portugal), Costa Neto (Mosambik), Elvis Veiguinha (Angola)):
  - Todos os Balões vão para o céu (Brasilien, Regie: Frederico Cabral)
  - Marcovaldo (Brasilien, Regie: Cíntia Langie und Rafael Andreazza)
    - Nennung ehrenhalber: A Ponte (Mosambik, Regie: Diana Manhiça)
    - Nennung ehrenhalber: Revolução nos Rabelados (Kap Verde, Regie: Mário Benvindo Cabral)
- Publikumspreise:
  - Langfilm: E Amanhã (Portugal, Regie: Bruno Cativo)
  - Kurzfilm: A Fábrica (Brasilien, Regie: Aly Muritiba)[3]